# Octavia Hill

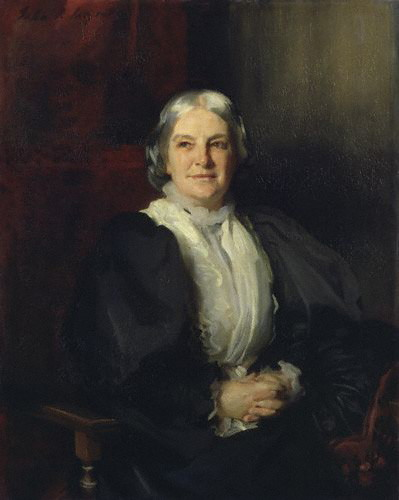
John Singer Sargent: Porträt von Octavia Hill, Öl auf Leinwand, 1898

Octavia Hill (* 3. Dezember 1838 in Wisbech, Cambridgeshire; † 13. August 1912 in London) war eine britische Sozialreformerin. Sie war eine treibende Kraft bei der Entwicklung des sozialen Wohnungsbaus in den Städten, besonders in London, in der zweiten Hälfte des 19. Jahrhunderts – welches in die Gründung des National Trust führte. Octavia Hill gilt als Pionierin der Hausverwaltung und war zwischen 1905 und 1912 Mitglied der Royal Commission on the Poor Laws.
Der National Trust ist eine gemeinnützige Organisation, die Objekte aus dem Bereich der Denkmalpflege und des Naturschutzes in England, Wales und Nordirland betreut. Gegründet wurde der National Trust im Jahre 1895 von Octavia Hill, Sir Robert Hunter und Canon Hardwick Rawnsley, um Gebäude oder Landschaften von historischem Interesse oder besonderer Schönheit zu bewahren. In ihren Vorstellungen zur Sozialreform unterbreitete sie zahlreiche konkrete bedeutende Vorschläge, wie zum Beispiel Gartenstädte und Arbeiterhochschulen. Die Theorie und Praxis der Denkmalpflege prägten Hill und John Ruskin maßgeblich.
Im Jahr 1873 übersetzte Großherzogin Alice von Hessen und bei Rhein (1843–1878), eine Tochter der Königin Victoria, die Abhandlung „On the Homes of the London Poor“ von Octavia Hill ins Deutsche.

## Werke (Auswahl)
- 1875 On the Homes of the London Poor
- 1877 Our Common Land
- 1913 Life of Octavia Hill as Told in her Letters